# Kenia en los Juegos Olímpicos de Melbourne 1956
Kenia estuvo representada en los Juegos Olímpicos de Melbourne 1956 por un total de 25 deportistas que compitieron en 4 deportes.  
El equipo olímpico keniano no obtuvo ninguna medalla en estos Juegos.